# Mohit Sharma (soldado)
O Major Mohit Sharma, AC, SM foi um oficial do exército indiano que foi condecorado postumamente com o Ashoka Chakra, a mais alta condecoração militar da Índia em tempos de paz. O Maj Sharma era da elite do 1º Pará SF . Ele morreu em ação em 21 de março de 2009 enquanto liderava sua equipe de assalto Bravo no distrito de Kupwara .
Em 21 de março de 2009, ele se envolveu em um encontro com terroristas na floresta Hafruda do setor Kupwara de Jammu e Caxemira . Ele matou quatro terroristas e resgatou dois companheiros de equipe no processo, mas sofreu vários ferimentos à bala que o mataram. Por este ato, ele foi condecorado postumamente com o Ashoka Chakra, que é a mais alta condecoração militar em tempos de paz na Índia. Ele foi premiado com duas condecorações de galanteria no início de sua carreira. O primeiro foi o cartão de recomendação do COAS por deveres exemplares de contraterrorismo durante a Operação Rakshak, que foi seguido por uma Medalha Sena por bravura após uma operação secreta em 2005. O major Mohit Sharma deixa sua esposa, o major Rishima Sharma, que é oficial do Exército e continua seu legado de serviço à nação.
Em 2019, a Delhi Metro Corporation renomeou a estação de metrô Rajendra Nagar como "Estação de metrô Major Mohit Sharma (Rajendra Nagar)".

## Infância e educação
Mohit nasceu em 13 de janeiro de 1978 em Rohtak, Haryana . Seu apelido na família era "Chintu", enquanto seus companheiros de lote do NDA o chamavam de "Mike". Ele completou sua 12ª escolaridade no DPS Ghaziabad em 1995, durante o qual apareceu para seu exame NDA. Depois de completar seu 12º ano, ele foi admitido na Faculdade de Engenharia Shri Sant Gajanan Maharaj, Shegaon, Maharashtra.  Mas durante sua faculdade, ele liberou o SSB para NDA e optou por se juntar ao exército indiano. Ele deixou a faculdade e ingressou na National Defense Academy (NDA). Ele era muito bom em tocar guitarra, órgão de boca e sintetizador, na verdade, qualquer instrumento novo que encontrasse, ele aceitava como um desafio obter o domínio e ter certeza de que poderia tocá-lo na perfeição.  Ele nunca hesitou em fazer apresentações ao vivo e cativou seus ouvintes com sua bela voz, cantando canções de Hemant Kumar e também tocando-as em seu órgão de boca.

## Carreira militar
Em 1995, o Major Mohit Sharma deixou sua Engenharia e ingressou na NDA para perseguir seu sonho. Durante seu treinamento NDA, ele se destacou em várias atividades, incluindo natação, boxe e passeios a cavalo. Seu cavalo preferido era "Indira". Ele, sob o treinamento do Cel Bhawani Singh, tornou-se o campeão da equitação. Ele também foi vencedor no Boxe na categoria peso pena.
Depois de concluir seus estudos acadêmicos na NDA, ele ingressou na Indian Military Academy (IMA) em 1998. No IMA, ele foi premiado com o posto de ajudante de cadete do batalhão. Ele teve a chance de se encontrar com o então presidente da Índia KR Narayanan no Rashtrapati Bhavan . Ele foi nomeado tenente em 11 de dezembro de 1999.
Seu primeiro posto foi Hyderabad no 5º Batalhão do Regimento Madras (5 Madras). Ao completar 3 anos de sucesso no serviço militar, o Major Mohit optou pelo Pará (Forças Especiais) e se tornou um Para Comando treinado em junho de 2003, seguido de promoção a capitão em 11 de dezembro. Ele foi então colocado na Caxemira, onde mostrou sua liderança e bravura. Promovido a major em 11 de dezembro de 2005, ele foi premiado com a Medalha Sena por sua bravura. Durante o terceiro posto, ele recebeu a responsabilidade de treinar os Comandos em Belgaum, onde instruiu por 2 anos. Mohit Sharma foi novamente transferido para a Caxemira, onde fez o sacrifício supremo.

## Ashoka Chakra

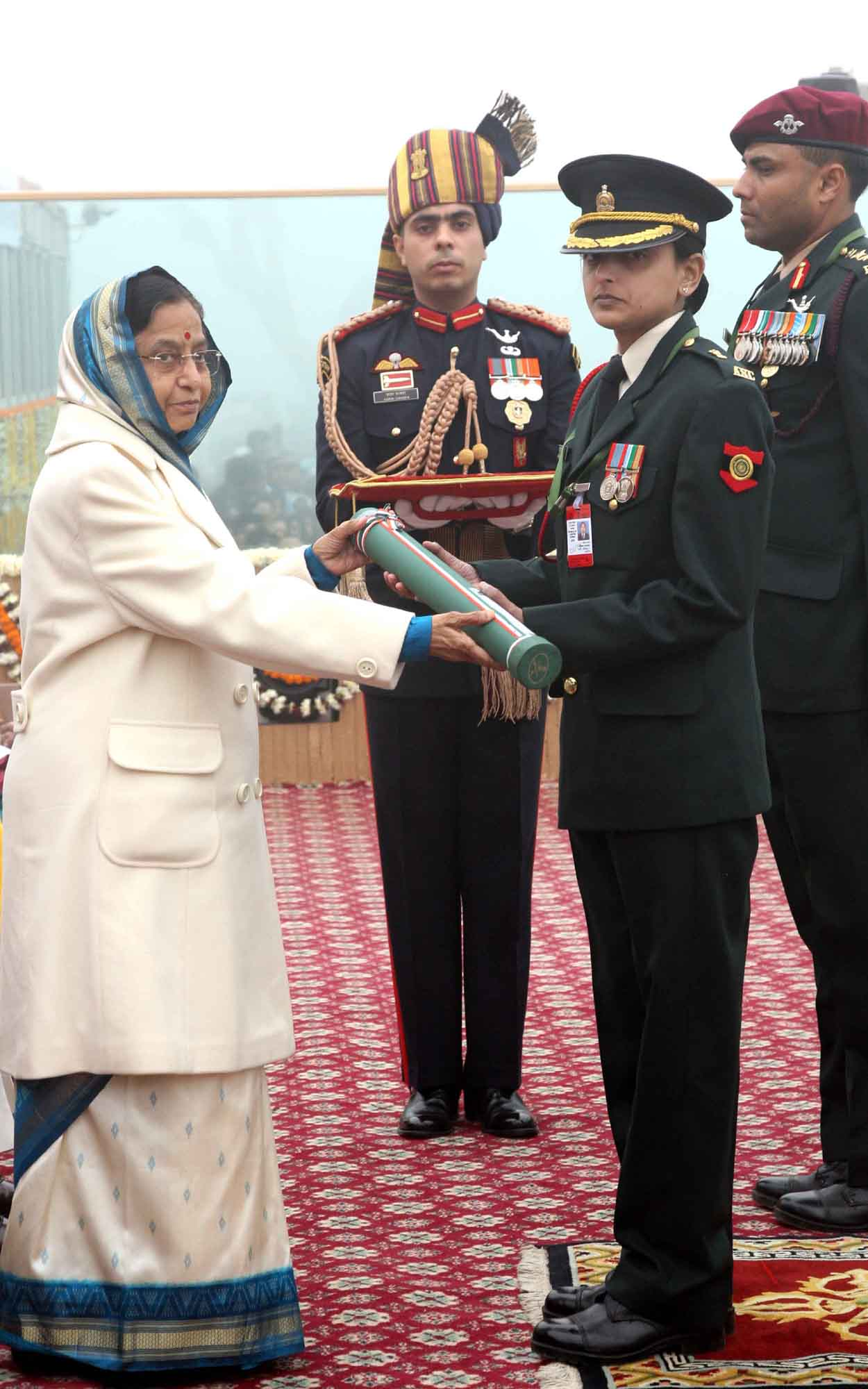
Esposa do Maj Mohit, Maj Rishima Sharma recebendo o Ashok Chakra

Pelo supremo sacrifício feito pelo Major Mohit Sharma durante a operação Kupwara, ele foi premiado com o maior prêmio de galanteria em tempos de paz da nação ' Ashok Chakra ' em 26 de janeiro de 2010.